# Ligament suspenseur de l'aisselle
Le ligament suspenseur de l'aisselle (ou aponévrose pectoro-axillaire ou ligament de Gerdy), est un ligament suspenseur qui relie le fascia clavi-pectoral au fascia axillaire. Cette union façonne l'aisselle.

## Description
Le ligament suspenseur de l'aisselle est une membrane triangulaire tendu entre le muscle petit pectoral et la base de l'aisselle.
Son sommet s'insère sur le processus coracoïde. Sa base s'insère dans la face profonde du derme de l'aisselle. Son bord externe est en continuité avec le fascia des muscles biceps brachial et coracobrachial. Son bord médian est en continuité avec l'aponévrose du muscle petit pectoral.